# Ateloblatta cambouini
Ateloblatta cambouini är en kackerlacksart som beskrevs av Henri Saussure 1891. Ateloblatta cambouini ingår i släktet Ateloblatta och familjen jättekackerlackor.
Artens utbredningsområde är Madagaskar. Inga underarter finns listade.